# Maksimikha (Bouriatie)
Maksimikha (en russe : Максимиха) est un village situé sur la rive sud du golfe de Bargouzine, au bord du lac Baïkal, en Bouriatie, en Russie.